# Девесилово
Девесилово (болг. Девесилово) — село в Болгарии. Находится в Кырджалийской области, входит в общину Крумовград. Население составляет 326 человек.

## Политическая ситуация
В местном кметстве Девесилово, в состав которого входит Девесилово, должность кмета (старосты) исполняет Милка Йосифова Динева (Движение за права и свободы (ДПС)) по результатам выборов.
Кмет (мэр) общины Крумовград — Себихан Керим Мехмед (Движение за права и свободы (ДПС)) по результатам выборов.